# Union Park
Union Park – jednostka osadnicza w Stanach Zjednoczonych, w stanie Floryda, w hrabstwie Orange.